# Hartog Leo
Hartog Leo, eigentlich Zvi Hirsch Lifshitz, auch Zvi Hirsch Lipschitz (geboren um 1710 in Berlin; gestorben vor März 1784 in Breslau) war ein deutscher Chasan (Kantor) und Sekretär der jüdischen Gemeinde in Berlin.

## Leben
Er war der Sohn des Berliner Chasans und der Sopher Arje Löb Lipschütz. Ab 1736 war er Gemeindesekretär, spätestens ab 1758 auch Kantor der Großen Synagoge in der Heidereutergasse in Berlin, wo im Jahr 1774 Aaron Beer sein Nachfolger wurde.
Während seiner Berliner Zeit stand Hartog Leo in engem Kontakt mit dem Aufklärer und Philosophen Moses Mendelssohn (1729–1786), der ihn sehr achtete. Regelmäßig bestellte der Berliner Oberrabbiner David Hirschel Fraenkel zu seinen patriotischen Predigten bei Hartog Leo entsprechende Danklieder mit Hebräischen Liedtexten wie die beiden Hymnen „Danklied ueber den rühmlichen Sieg, Welchen der Herr unserm allergnädigsten Könige und Herrn, Friderich II. am Sabbath den 5. Novembr. 1757. bey Roßbach in Sachsen verliehen“ und „Danklied ueber den herrlichen und glorreichen Sieg, welchen Se. Majestaet unser allergnaedigster Koenig den 5. December 1757. bey Leuthen in Schlesien erfochten“, die dann regelmäßig von Mendelssohn  auf Deutsch übersetzt und veröffentlicht wurden (Verlag Birnstiel, Berlin 1757).
Im Jahr 1773 ging Hartog Leo als Gemeindesekretär nach Breslau, wo er vor März 1784 starb.